# Neopallene campanellae
Neopallene campanellae là một loài nhện biển trong họ Callipallenidae. Loài này thuộc chi Neopallene. Neopallene campanellae được miêu tả khoa học năm 1881 bởi Dohrn.